# Домбрувка-Ґурна (Лодзинське воєводство)
Домбрувка-Ґурна (пол. Dąbrówka Górna) — село в Польщі, у гміні Далікув Поддембицького повіту Лодзинського воєводства.
У 1975-1998 роках село належало до Серадзького воєводства.